# Il ragazzo dal kimono d'oro 5
Il ragazzo dal kimono d'oro 5 è un film per la televisione del 1992 prodotto e diretto da Fabrizio De Angelis, il quinto della serie iniziata con Il ragazzo dal kimono d'oro (1987). Fu trasmesso in prima serata su Italia 1 l'11 marzo 1992, un mese dopo Il ragazzo dal kimono d'oro 4. Il film fu seguito, a novembre dello stesso anno, dalla serie televisiva Il ragazzo dal kimono d'oro; nel 1996 fu invece trasmesso il film TV Il ragazzo dal kimono d'oro 6 che presenta una trama alternativa a quella della serie TV.

## Trama
Dopo la sconfitta di Bruce Wang, Joe Carson sta attraversando un brutto periodo a causa di problemi economici. Imbattutosi casualmente nel ladro di macchine Alabama Bull, un muscoloso ragazzo di colore, decide di insegnargli il karate per farlo combattere contro Larry Jones, il ragazzo dal kimono d'oro. Mentre Larry si prepara all'incontro, i complici di Alabama Bull fanno rapire Betty, la ragazza di Larry, per chiedere un riscatto al ricco nonno della giovane. Ma con l'aiuto di Julie, la sorella di Larry, e Bobby, il suo fidanzato, Betty viene liberata e i rapitori arrestati. Ora Larry è pronto per l'incontro con Alabama Bull e grazie agli insegnamenti del Maestro Masura, ne esce vincitore.